# Quintus Claudius Quadrigarius
Quintus Claudius Quadrigarius (Kr. e. 1. század) római történetíró.

## Élete
Életéről semmi közelebbit nem tudunk. 23 könyvből álló munkája a Kr. e. 387-es gall hadjárattal foglalkozott, amelyben a gallok elfoglalták Rómát. A munka elveszett, de Aulus Gellius mint kiemelkedően fontos művet említette. Livius forrásul használta művéhez.